# Herst (Montaña Abou)
Herst – osada (wijk) w miejscowości Montaña Abou w dystrykcie Bandariba, w kraju autonomicznym Curaçao, należącym do Holandii, w Ameryce Południowej. 20 października 2023 r. liczyła 142 mieszkańców.  